# هندسة معلومية
الهندسة المعلومية هي فرع من الرياضيات يستخدم تقنيات الهندسة التفاضلية في مجال نظرية الاحتمالات .